# The Click Five

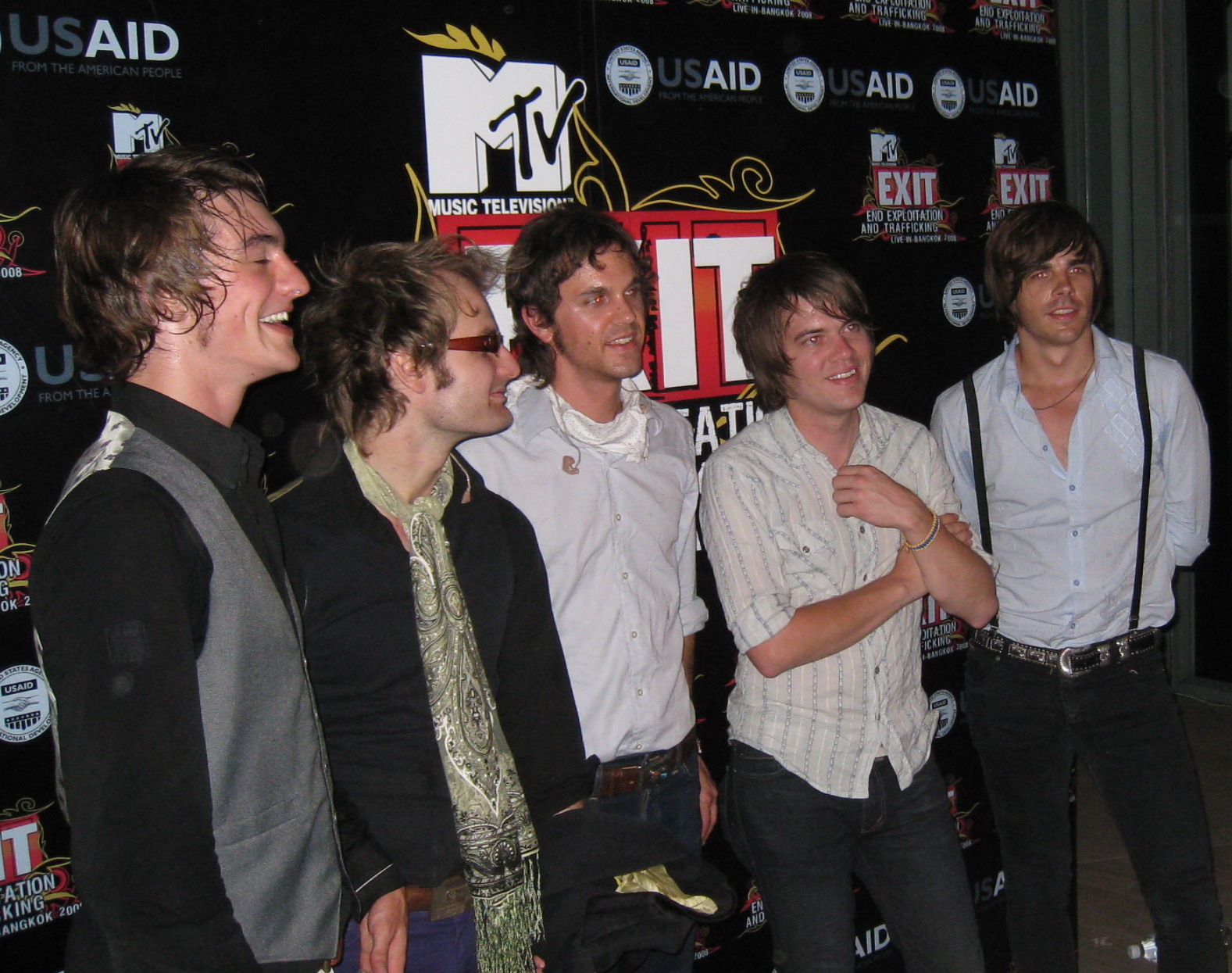
The Click Five dans les coulisses du MTV Exit Live à Bangkok

The Click Five sont un groupe de musique originaire de Boston (Massachusetts). Ils ont connu le succès grâce à leur titre Just the girl, qui a rejoint le U.S. Billboard Hot 100 Singles Chart. Ce single, écrit par Adam Schlesinger (lui-même appartient au groupe Fountains of Wayne), est le titre phare de leur premier album, Greetings from Imrie House, sorti le 16 août 2005.

## Histoire du groupe

### Débuts (2001-2004)
Au Berklee College Music de Boston, Joe Guese, Ben Romans, et Ethan Mentzer appartenaient au même groupe, "Oscar Bravo". Joey Zehr, lui, était le batteur d'une autre formation, "For Reasons Unseen". À la dissolution des deux groupes, durant leurs années d'études, ils se joignirent et formèrent The Click. Les quatre musiciens cherchaient un chanteur pour leur toute nouvelle bande. Zehr fit alors appel à son ami d'enfance, Eric Dill, pour une audition. Il fut alors choisi. Ce dernier abandonna alors ses études à l'université de Purdue, et emménagea chez le groupe, à la "Imrie House". Le groupe fit sa première représentation à la KISS 108 FM Hatchshell Concert sur le fleuve Charles en juillet 2004.

### Premier Album et tournée (2004-2006)
À l'automne 2004, le groupe signa chez Lava Records, qui allait fusionner avec Atlantic Records. Le groupe commença alors à enregistrer pour son premier album. Ils changèrent alors de nom pour les Click Five, parce que d'autres artistes avaient déjà choisi ce nom de scène. Au printemps 2005, les Click Five firent l'ouverture d'Ashlee Simpson, en même temps que Pepper's Ghost. Pendant l'été 2005, ils firent l'ouverture des Backstreet Boys. Ils filmèrent un clip pour leur single "Just the Girl" en mai, et le lancèrent en juin. Just the girl est resté à la tête des MTV's Total Request Live pendant plus de 40 jours, devenant ainsi la 3e vidéo la plus demandée. 
Ils commencèrent une tournée avec les Veronicas et Ryan Cabrera à l'automne 2005. Leur second Single, Catch your wave, fut lancé en novembre, accompagné d'une vidéo acoustique. 
Les premiers mois de 2006 les ont vus entamer leur première tournée nord-américaine en solo. Celle-ci fut suivie par une autre à Singapour et en Malaisie (Avril). Ils ont aussi fait quelques apparitions au Japon en juillet 2006, et ont ouvert le Mcfly Arena tour en Grande-Bretagne et en Irlande.

### Taking Five, départ, renouveau, et nouvel album (2006 à 2010)
À l'automne 2006, un film sur le groupe fut tourné à Salt Lake City (Utah: Taking the Five. Après le tournage, Eric Dill choisit d'abandonner le groupe et de tenter sa carrière de chanteur solo, en même temps qu'une carrière d'acteur à Los Angeles. Le 9 mars 2007, le groupe en fit une annonce officielle sur son site web. Musicalement, le groupe a pris une autre direction, et a sorti son premier single, Jenny, au printemps 2007, et a plus tard lancé son second album, Modern Minds & Past Times le 26 juin. Ils sont actuellement en tournée aux Philippines pour sa promotion. 
Leur chanson "Time Machine" a été utilisée pour une pub d'Orlando Travel.

### 2010 à aujourd'hui
Le groupe sort un nouvel album le 16 novembre 2010 intitulé "TCV".
Il n'est pas encore disponible en France, mais déjà de nombreux fans notamment anglais et asiatiques se l'arrachent sur le site officiel du groupe.

## Discographie
Albums
- Greetings From Imrie House (2005)
- Modern Minds & Past Times (2007)
- TCV (2010)

Singles
| Année | Titre du single    | US Hot 100 | US Pop 100 | Singapore Top 20 | Philippine MYX Hit Chart | Album                      |
| ----- | ------------------ | ---------- | ---------- | ---------------- | ------------------------ | -------------------------- |
| 2005  | "Just the Girl"    | #11        | #8         | -                | #9                       | Greetings From Imrie House |
| 2005  | "Catch Your Wave"  | -          | #68        | #8               | #19                      | Greetings From Imrie House |
| 2006  | "Pop Princess" 1   | -          | -          | not released     | not released             | Greetings From Imrie House |
| 2006  | "Say Goodnight"    | -          | -          | -                | -                        | Greetings From Imrie House |
| 2006  | "Voices Carry" 1   | -          | -          | not released     | not released             |                            |
| 2007  | "Jenny"            | -          | -          | #1 (3 wks)       | #1 (4 wks)               | Modern Minds and Pastimes  |
| 2007  | "Happy Birthday" 2 | -          | -          | TBA              | #1 (1 wk)                | Modern Minds and Pastimes  |
| 2007  | "Empty" 2          | -          | -          | #1 (3 wks)       | -                        | Modern Minds and Pastimes  |

1(sortie uniquement américaine, sur iTunes).
2(single actuellement présent dans les charts).

## Singles de Noël
| Year | Title                                      |
| ---- | ------------------------------------------ |
| 2005 | "Silent Night" (Acoustic)                  |
| 2005 | "My Girlfriend (Forgot Me This Christmas)" |

Notes
Les singles de Noël ne sont sortis qu'aux États-Unis.